# Вилхелм I (Юлих, граф)
Вилхелм I от Юлих (на френски: Guillaume I de Juliers; на нидерландски: Willem I van Gulik; на немски: Wilhelm I, † сл. 1176) е граф на Юлих (comes de Julicho) от 1127 до 1176 г.

## Произход
Той е син на граф Герхард II (IV) от Юлих и го наследява през 1127 г.

## Деца
Баща е на:
- Вилхелм II († 1207), граф на Юлих (1176– 1207)
- Герхард († сл. 1198)
- Юдит (Юта) от Юлих († сл. 1190), омъжена за Еберхард II († 1217/1218), господар на Хенгенбах, майка на Вилхелм III от Юлих.